# One Vision
«One Vision» es una canción realizada en 1985 por la banda de rock inglesa Queen, como parte de su disco A Kind of Magic. One Vision, a diferencia de las demás canciones del álbum y de "A Kind of Magic", no formó parte de la banda sonora de la película Highlander pero sí formó parte de la película Iron Eagle (Águila de Acero) de 1986.
El grupo Queen se inspiró o tuvo la inspiración para esta canción luego o después de la euforia de haberse presentado en el Live Aid. La canción fue incluida o el tema fue incluido en todos los conciertos del Magic Tour realizado en 1986. Utilizaron One Vision porque consideraban que la introducción de la canción era perfecta para iniciar, comenzar o empezar con sus conciertos.

## Posibles mensajes
La canción "One Vision" contiene filtrada voces de apertura (que en el álbum y versiones extendidas, también aparecen a lo largo de la sección del batería electrónica de Roger Taylor y al final), lo más prominente las voces retenidos en la versión individual.
Las voces más prominentes de este tipo de relé letras alternas cuando se reproduce hacia delante, se suele decir, "God works in mysterious ways... mysterious ways..../Dios obra de maneras misteriosas ... formas misteriosas ...". Se muestra claramente en las partes de la sesión de "One Vision" tanto en el estudio de grabación mágica Años documental y como el DVD de vídeo Greatest Hits II en la que Freddie Mercury canta la línea.
Hay varias otras voces distorsionadas, así, pero lo que es exactamente lo que dicen que no se conoce todavía. Incluso las voces más distorsionadas aparecen en "Visión borrosa". Por último, una versión de la voz distorsionada comienzo seguida de otras voces distorsionadas sin ningún tipo de introducción de reproducción de música por encima de ellos, aparece en la banda sonora de Queen: The eYe de videojuegos, como la pista 05 en el CD 2 (el dominio de Obras).
Además, las versiones en vivo de la canción incluyen una versión diferente de la introducción, que comienza como la versión única de introducción, pero más tarde se convierte en la versión del álbum de presentación, aunque repite la sección después de las vocales "II" cerca del final.
La versión en VHS del 12 de julio en el Estadio de Wembley tiene la primera parte de la sección instrumental medio de la versión de estudio de Brighton Rock en lugar de las voces distorsionadas iniciales. La versión de la canción del 11 de julio en el Estadio de Wembley está incluida en el Queen at Wembley en la edición del 25 aniversario y en la remasterización del álbum A Kind of Magic del año 2011. Esta versión de la intro nunca se ha utilizado con una versión de estudio de la canción hasta el momento.

### Voz distorsionada
Al comienzo de la canción se pueden escuchar unas extrañas voces distorsionadas de Freddie Mercury y de Brian May, que también se pueden escuchar durante la sección de batería de Roger Taylor y al final.

### Mensajes a velocidad en sentido normal y posibles subliminales
Lo que sí es cierto es que estas voces tienen sentido cuando son reproducidas a velocidad en sentido normal. Se puede escuchar la frase "God works in mysterious ways... mysterious ways..." ("Dios obra de maneras misteriosas ... formas misteriosas ...")
Un club de fanes oficial de la banda de Queen supuso que la segunda línea era cantada por Brian May, pero más seguro es que haya sido cantada también por Freddie Mercury pero utilizando otro tipo de distorsión, porque en los documentales "Magic Years" y "Greatest Video Hits II" ,en los que se aprecia las sesiones de One Vision, se ve a Freddie cantar esa frase. En los dos documentales la frase completa dice: "God works in mysterious ways. And Hey!, people all around the world. I look forward to those glorious days once again!" ("Dios trabaja de maneras misteriosas. Y ¡Hey!, gente del mundo. ¡Espero con ganas esos gloriosos días otra vez!").

### Fried Chicken
La línea final de la canción (en ambas versiones en vivo y estudio) se escucha «Fried Chicken» (Pollo Frito), aunque en la letra de la canción diga «One Vision», esto se debe a que la banda tenía pollo frito para la cena en el estudio, pero la idea de mantener la línea en la canción fue de Jim Hutton.

### Lado B único
Una versión ampliamente remezclado de la canción, titulada "Visión borrosa" aparece como el lado B de ambos el 7" y 12" comunicados individuales. Es exactamente la misma versión en ambos formatos. Esta es principalmente una versión extendida y completamente diferente (pero no en estructura) de la sección de batería de Taylor desde el lado A. Sin embargo, conserva el final original, aunque con una versión más larga de la música desde el final de la introducción del original más un sonido adicional no alterado sobre las voces finales "Vision vision vision vision ..." (que son como las del versión única). También repite las famosas voces cambiantes de tono existentes y agrega nuevas voces menos prominentes.

## Rendimiento de la carta
"One Vision" se convirtió en otro sencillo exitoso para Queen en muchos países, alcanzando los 40 principales en los Países Bajos (número 21), Suiza (número 24) y Alemania Occidental (número 26). También tuvo un éxito menor en el Billboard Hot 100 de EE. UU., donde alcanzó su punto máximo en el número 61, y en el cuadro canadiense RPM 100 Singles, alcanzando el número 76. Se convirtió en un gran éxito en el Reino Unido natal de la nativa banda, subiendo al número siete en la lista de singles del Reino Unido, y en Irlanda, donde alcanzó el número cinco. También alcanzó el número 10 en el Kent Music Report de Australia.

## Vídeo musical
El vídeo musical de "One Vision", que fue grabado en septiembre de 1985, mostró principalmente a la grabación de la banda grabando la canción en Musicland Studios en Múnich y fue la primera dirigida y producida para Queen por los directores austriacos Rudi Dolezal y Hannes Rossacher, también conocidos colectivamente como DoRo. DoRo y Queen desarrollaron una fructífera relación de trabajo que resultaría en numerosos vídeos aclamados y galardonados (para "Innuendo" y "The Show Must Go On", entre otros).
El vídeo también presentó un efecto de "transformación" de la famosa pose de la banda en la portada del álbum Queen II de 1974 y el vídeo "Bohemian Rhapsody" de 1975 a una versión de 1985 de la misma pose. El vídeo incluso muestra una parte donde John Deacon toca un redoblante. También hubo o había un vídeo hecho para coincidir o para que coincida con la versión de 12 "pulgadas de la canción que aparece en Queen Rocks The Video VHS y Queen: Greatest Video Hits 2 DVD.

## Curiosidades
- La canción fue usada en la estación Liberty Rock Radio 97.8 del videojuego GTA IV.

## Personal
- Músicos:

- Freddie Mercury: voz principal y coros
- Brian May: guitarra eléctrica, sintetizadores, sampler y coros.
- Roger Taylor: batería, caja de ritmos y coros
- John Deacon: bajo y coros

## Versiones cover
- "One Vision" ha sido cover por muchos artistas.

- Entre las más notables está la versión en alemán de la banda de música industrial Laibach, titulada "Geburt einer Nation" ("Nacimiento de una nación"), que cambió la sensación y el estado de ánimo de la canción del original algo optimista y alegre a un himno industrial, marcial. Esta versión también reveló claramente la ambigüedad de líneas como "Una voz, una esperanza / Una decisión real". Fue lanzado en 1987, en el álbum Opus Dei. También se filmó un vídeo para esta versión, dirigido por Daniel Landin.
- El tenor inglés Alfie Boe y la estrella pop Kimberley Walsh han cubierto la canción como la canción oficial del Equipo GB que representa a Gran Bretaña en los Juegos Olímpicos de Verano 2012, cambiando la letra 'One Man' a 'One Team'.
- The Protomen cubrió One Vision, junto con otras canciones de Queen, en su show A Night of Queen, que luego se lanzó como un álbum en vivo.
- También hay una versión cubierta por Melanie C live.

## En otros medios
La canción aparece en la película Iron Eagle y su álbum de banda sonora. La versión de la banda sonora de Iron Eagle es la versión original única, que precedió a la versión del álbum por casi un año. La canción fue grabada en septiembre de 1985 (según el documental "One Vision" que se encuentra en The Magic Years Vol. 1 VHS y el DVD de Greatest Video Hits 2, que narra la grabación de la canción). El sencillo fue lanzado el 4 de noviembre de 1985, el álbum de la banda sonora en enero de 1986 y una versión remezclada para el álbum el 2 de junio de 1986.
La canción aparece en la banda sonora de Grand Theft Auto IV y en el juego en la estación de radio "Liberty Rock Radio 97.8". La canción se puso a disposición para descargar el 7 de diciembre de 2010 para su uso en la plataforma de juegos de música Rock Band 3, tanto en ritmo básico como en modo PRO, que permite el uso de una guitarra / bajo real y kits / teclados de batería electrónicos compatibles con MIDI. hasta una armonía de tres partes o voces de respaldo. Se considera la canción más difícil en la batería del paquete Queen.
El actor Ricky Groves y su compañera de baile Erin Boag interpretaron un paso doble a la canción en la séptima serie de Strictly Come Dancing. La canción fue utilizada como tema para I Love My Country, una serie de televisión británica.
La canción también apareció en el libro de Ernest Cline Armada (novela). La canción también apareció en el videojuego independiente Unmanned, ya que la canción Kirk, un piloto de dron militar de UAV, está escuchando en el camino al trabajo. También toma la forma de un minijuego donde el jugador debe elegir la letra correcta a tiempo para ganar una medalla.